# Liste der Monuments historiques in Ventelay
Die Liste der Monuments historiques in Ventelay führt die Monuments historiques in der französischen Gemeinde Ventelay auf.

## Liste der Objekte
| Bezeichnung                | Beschreibung                           | Standort                     | Kennzeichnung | Schutzstatus | Datum | Bild |
| -------------------------- | -------------------------------------- | ---------------------------- | ------------- | ------------ | ----- | ---- |
| Kruzifix                   | Holz, farbig gefasst, 14. Jahrhundert  | in der Kirche St-Remi (Lage) | PM51001723    | Classé       | 2002  |      |
| Skulptur Heiliger Hubertus | Stein, farbig gefasst, 16. Jahrhundert | in der Kirche St-Remi (Lage) | PM51001135    | Classé       | 1908  |      |